# Biochimica et Biophysica Acta
Biochimica et Biophysica Acta (BBA) – рецензований науковий журнал видавництва Elsevier, що складається з дев'яти спеціалізованих тематичних розділів, з якими щорічно виходить загалом 100 номерів журналу. У журналі публікуються статті в галузі експериментальної біології. Теми журналу зосереджені на біохімії, біофізиці, молекулярній, клітинній та системній біології, геноміці, біоінформатиці, метаболоміці, протеоміці та системній біології. Журнал виходить англійською мовою.  

## Історія
Biochimica et Biophysica Acta вперше вийшов у 1947 році і був присвячений дослідженням в галузі біохімії та біофізики. Видавцем був Elsevier у співпраці з Interscience. Це був перший міжнародний журнал, виданий Elsevier.
Спочатку публікації виходили англійською, французькою та німецькою мовами, з резюме всіма цими мовами. У першому випуску більшість публікацій надійшло з північної та західної Європи, менша частина – із США та інших країн.

## Спеціалізація журналу
До 1962 року Biochimica et Biophysica Acta виходив як єдиний журнал, згодом паралельно із загальнопрофільним журналом були започатковані спеціалізовані тематичні розділи. Першим розділом був Specialized Section on Nucleic Acids and Related Subjects, а з 1963 року почали з’являтися Specialized Section on Enzymological Subjects i Specialized Section on Lipids and Related Subjects.
У 1964 році загальний тематичний журнал отримав назву Biochimica et Biophysica Acta (BBA) — General Subjects і супроводжувався трьома раніше створеними розділами та нещодавно відкритими: Specialized Section on Biophysical Subjects oraz Specialized Section on Mucoproteins and Mucopolysaccharides.
У 1965 році назви розділів було змінено на: Biophysics including Photosynthesis, Nucleic Acids and Protein Synthesis, Enzymology and Biological Oxidation, Lipids and Lipid Metabolism i Mucoproteins and Mucopolysaccharides (припинено в тому ж році).
У 1967 році Biophysics including Photosynthesis, була розділена на Bioenergetics i Biomembranes, а Enzymology and Biological Oxidation – на Enzymology i Protein Structure; останні два були возз'єднані в 1982 році в Protein Structure and Molecular Enzymology. Наступними розділами були створені Molecular Cell Research (1982) і Molecular Basis of Disease (1990) .
Крім того, на початку 1970-х років було створено три додаткові розділи, присвячені оглядовим статтям: Reviews on Biomembranes (1972–2000), Reviews on Bioenergetics (1973–87) та Reviews on Cancer (1974). Перші два пізніше були включені до відповідних спеціалізованих розділів.

## Тематичні розділи
З 2008 року BBA поділено на дев’ять тематичних розділів, у рамках яких щорічно виходить загалом 100 номерів у десяти томах. Тематичні розділи публікуються окремо, кожен має один том на рік (два для Reviews on Cance), але нумерація номерів і томів є загальною та постійною в BBA. Головним редактором усього BBA є Денніс Е. Венс з Університету Альберти.
У 2011 році були такі розділи:
| Назва                                      | ISSN           | чисел на рік | Імпакт-фактор (2014) | Рейтинг в тематичному розділі (2011)                                                                 | Коментарі | посилання |
| ------------------------------------------ | -------------- | ------------ | -------------------- | --- | --- | --------- |
| BBA – Bioenergetics                        | ISSN 0005-2728 | 12           | 5,353                | 63/290 (біохімія та молекулярна біологія); </br> 13/74 (біофізика)                                   | Створено в 1967 році; раніше був частиною BBA – біофізика, включаючи фотосинтез (1965–1966). Він охоплював колишню BBA - Огляди з біоенергетики |           |
| BBA – Biomembranes                         | ISSN 0005-2736 | 12           | 3,836                | 83/290 (біохімія та молекулярна біологія); </br> 16/74 (біофізика)                                   | Створено в 1967 році; раніше був частиною BBA – біофізика, включаючи фотосинтез (1965–1966). Він охоплював колишню BBA - Відгуки про біомембрани |           |
| BBA – Gene Regulatory Mechanisms           | ISSN 1874-9399 | 12           | 6,332                | 72/290 (біохімія та молекулярна біологія); </br> 14/74 (біофізика)                                   | Створено в 2008 році; продовження BBA – Gene Structure and Expression (0167-4781; 1982–2007), BBA – Nucleic Acids and Protein Synthesis (1963–1981) і BBA – Specialized Section on Nucleic Acids and Related Subjects (1962–1964)                                                 |           |
| BBA – General Subjects                     | ISSN 0304-4165 | 12           | 4,381                | 56/290 (біохімія та молекулярна біологія); </br> 12/74 (біофізика)                                   | Створено в 1964 році; продовження загальної Biochimica et Biophysica Acta |           |
| BBA – Molecular and Cell Biology of Lipids | ISSN 1388-1981 | 12           | 5.162                | 51/290 (біохімія та молекулярна біологія); </br> 11/74 (біофізика); </br> 46/181 (клітинна біологія) | Створено в 1998 році; продовження BBA – Ліпіди та ліпідний метаболізм (1965–98) та BBA – Спеціалізована секція з ліпідів та споріднених тем (1963–4) |           |
| BBA – Molecular Basis of Disease           | ISSN 0925-4439 | 12           | 4,882                | 50/290 (біохімія та молекулярна біологія); </br> 10/74 (біофізика)                                   | Створений у 1990 році |           |
| BBA – Molecular Cell Research              | ISSN 0167-4889 | 12           | 5,019                | 45/290 (біохімія та молекулярна біологія); </br> 40/181 (клітинна біологія)                          | Створений у 1982 році |           |
| BBA – Proteins and Proteomics              | ISSN 1570-9639 | 12           | 2,747                | 97/290 (біохімія та молекулярна біологія); </br> 20/74 (біофізика)                                   | Створено в 2002 році; продовження BBA – Protein Structure and Molecular Enzymology (1982–2002), BBA – Enzymology (1967–81), BBA – Protein Structure (1967–81), BBA – Enzymology and Biological Oxidation (1965–66), BBA – Specialized Section з ензимологічних предметів (1963–4) |           |
| BBA - Reviews on Cancer                    | ISSN 0304-419X | 4            | 7,845                | 20/290 (біохімія та молекулярна біологія); </br> 6/74 (біофізика); </br> 10/196 (онкологія)          | Створений у 1974 році |           |

## Індексація та онлайн доступ
Журнал індексується базами даних наукових публікацій: BIOSIS, Chemical Abstracts Service, Current Contents /Life Sciences, EMBASE, EMBiology, Index Chemicus, MEDLINE / Index Medicus, Science Citation Index і Sociedad Iberoamericana de Informacion Sientifica.
Статті доступні онлайн через ScienceDirect у форматі PDF і HTML. Доступ переважно обмежений передплатниками, лише невелика кількість спонсорованих статей у відкритому доступі.

## зовнішні посилання
- Сторінка журналу